# Амоније Сакас
Амоније Сакас (стгрч. Ἀμμώνιος Σακκᾶς; Александрија, 175—243) је старогрчки филозоф који је живео у римском Египту.
Поуздани подаци о Амонијевом животу нису сачувани. Једина потврђена чињеница је да је Амоније био учитељ оснивача неоплатонизма Плотина 232—242/243. Поред Плотина, ученици Амонија Сакаса били су Ориген Паган и Хереније (који је касније тежио самом платонизму); Касије Лонгин, можда Ориген хришћанин и Евтохије Аскалонски.
Према Теодориту, потицао је из сиромашне хришћанске породице, радио је као утоваривач у александријској луци, одакле је добио надимак „Саккас“ (од речи σακκος, торба). Према другим изворима, надимак је добио по σακκοφορος (обучен у костријет). Такође се помиње под надимком Теодидактос (θεοδιδακτος, научен од Бога).
Према неоплатоничару Порфирију, противнику хришћана, Амоније је напустио хришћанство након што се упознао са грчком философијом. Са овом чињеницом се не слажу хришћански аутори Јероним и Јевсевије, који тврде да Порфирије намерно износио неистине, а да је Амоније целог живота остао хришћанин.
Према Хијероклу и Немесију (5. век), Сакас је тврдио да су учења Платона и Аристотела у суштини доследна и пронашао је такво слагање. Тако је Амоније пренео неоплатонизму синтезу идеја платонизма о нематеријалној души и аристотелизма о чистом космичком првом покретачу ума и његовом самосагледавању.
Створивши филозофски систем чији је циљ био синтеза познатих религија, успостављање јединственог универзалног принципа и општег система етике, Амоније Сакас и његови ученици први су употребили термин „теозофија“.